# Inflatana pomazkovae
Inflatana pomazkovae är en hjuldjursart som beskrevs av Ludmila A. Kutikova 1985. Inflatana pomazkovae ingår i släktet Inflatana och familjen Dicranophoridae. Inga underarter finns listade i Catalogue of Life.